# خايمي يزاجا
خايمي يزاجا (بالإسبانية: Jaime Yzaga)‏ مواليد 23 أكتوبر 1967 في ليما، هو لاعب كرة مضرب بيروفي سابق بدأ مسيرته كمحترف سنة 1985 وكان يلعب باليد اليمنى، اعتزل اللعب في 1997. أعلى تصنيف له في الفردي كان المركز الـ 18 في سنة 1989. سبق أن شارك في دورة الألعاب الأولمبية الصيفية.

## روابط خارجية
- خايمي يزاجا على موقع رابطة محترفي التنس (الإنجليزية)
- خايمي يزاجا على موقع الاتحاد الدولي لكرة المضرب (الإنجليزية)
- خايمي يزاجا على موقع كأس ديفيز (الإنجليزية)
- خايمي يزاجا على موقع خلاصة التنس.كوم (الإنجليزية)
- خايمي يزاجا على موقع اللجنة الأولمبية الدولية (الإنجليزية)
- خايمي يزاجا على موقع أوليمبيديا (الإنجليزية)